# Lluïsa Elisabet de França

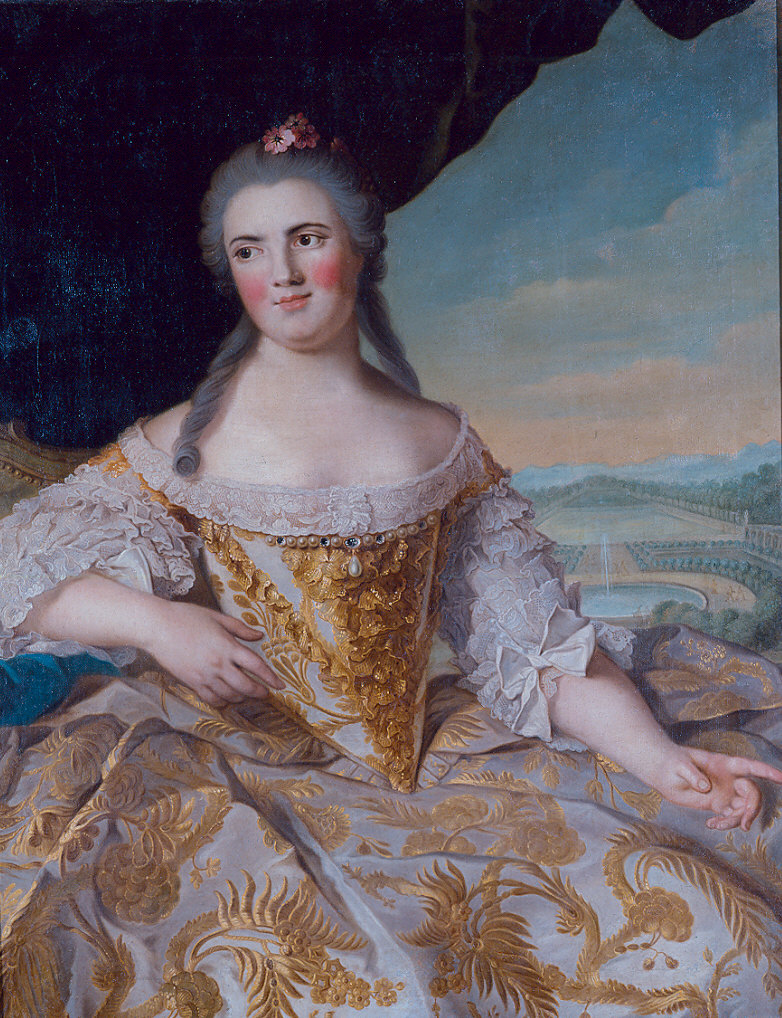
Elisabet de França, obra de Jean-Marc Nattier.

Elisabet de França o Lluïsa Elisabet de França (Versalles, Regne de França 1727 - íd. 1759) fou una princesa francesa de la branca primogènita de la família de Borbó. Rebé el tractament d'altesa reial des del seu naixement i fou destinada a satisfer la política matrimonial del seu país i del seu pare, el rei Lluís XV de França.

## Orígens familiars
Nada al Palau de Versalles el dia 14 d'agost de 1727 sent filla del rei Lluís XV de França i de la princesa Maria Leszczyńska. Fou neta per línia paterna del príncep Lluís de França i de la princesa Maria Adelaida de Savoia per línia paterna, i per línia materna del príncep Lesczynska, elegit rei de Polònia, sota el nom d'Estanislau I de Polònia i de l'aristòcrata polonesa Katarzyna Opalińska.

## Núpcies i descendents
EL 26 d'agost de 1739 es casà "per poders" a Versalles amb l'infant-duc Felip I de Parma, fill del rei Felip V d'Espanya i de la princesa Isabel Farnese. Felip i Elisabet eren cosins en segon grau en tant que rebesnets del rei Lluís XIV de França. La parella ratificà la seva unió, "en persona", el dia 25 d'octubre del mateix any a Alcalá de Henares. D'aquesta unió nasqueren:
- SAR la princesa Isabel de Borbó-Parma, nada a Madrid el 1741 i morta a Viena el 1763. Es casà amb l'emperador Josep II del Sacre Imperi Romanogermànic.
- SAR el duc Ferran I de Parma, nat a Parma el 1751 i mort el 1803 a Fontevivo. Es casà amb l'arxiduquessa Maria Amàlia d'Àustria.
- SAR la princesa Maria Lluïsa de Borbó-Parma, nada a Parma el 1751 i morta a Roma el 1819. Es casà amb el rei Carles IV d'Espanya.

Al llarg del segle xviii es produí un acostament entre les dues grans cases reials europees, els Borbó de França i d'Espanya amb els Àustria. Aquest acostament fruit de la puixança que experimentaven tercers estats com Prússia, Rússia o la Gran Bretanya quedà evidenciat amb la política matrimonial d'aquestes dues cases. D'una banda es produïren les unions matrimonials entre la princesa Isabel de Borbó-Parma i l'emperador Josep II del Sacre Imperi Romanogermànic i de la infanta Maria Lluïsa d'Espanya i l'emperador Leopold II del Sacre Imperi Romanogermànic.
De l'altra, les unions entre les arxiduquesses Maria Amàlia d'Àustria, Maria Carolina d'Àustria, Maria Antonieta d'Àustria i Maria Clementina d'Àustria amb el duc Ferran I de Parma i els reis Ferran I de les Dues Sicílies, Lluís XVI de França i Francesc I de les Dues Sicílies.
Aquestes unions acostaren més els Àustria i els Borbons, però els Borbons també s'acostaren més entre ells. A través dels anomenats Pactes de Família s'acordà les noces del príncep Lluís, delfí de França i la infanta Maria Teresa d'Espanya, la unió entre la princesa Elisabet de França i el duc Felip I de Parma i el casament entre el rei Carles IV d'Espanya i la princesa Maria Lluïsa de Borbó-Parma.

## Duquessa de Parma
En virtut del Tractat d'Aquisgrà de 1748, que va posar fi a la Guerra de Successió Austríaca, l'emperadriu Maria Teresa I d'Àustria es va veure obligada a cedir els Ducats de Parma i Piacenza al seu enemic, Felip V d'Espanya, el qual el cedí al seu fill Felip I de Parma.
Establerts a Madrid des del seu casament el 1748 decidiren partí cap al Ducat de Parma, si bé Elisbaet visità el seu pare l'11 de desembre del mateix any. La seva estada a la Cort francesa s'allargà, però, un any, en el qual va arribar a conèixer l'amant del rei Jeanne-Antoinette Poisson, coneguda amb el nom de "Madame de Pompadour", i amb la qual tingué una molt bona relació.
Amb la seva arribada a Parma l'octubre de 1749 instaurà al ducat els modal i el gust culinari del Regne de França.
Morí a l'edat de trenta-dos a Versalles el 6 de desembre de 1759 mentre realitzava una visita al seu pare, sent enterrada a la Basílica de Saint-Denis.